# Rothmans International Series 1978
La stagione 1978 della Rothmans International Series  fu la terza della serie; iniziò il 5 febbraio e terminò il 26 febbraio, dopo 4 gare.  Fu vinta, per il secondo anno consecutivo, dal pilota australiano Warwick Brown su una Lola T332-Chevrolet, che si aggiudicò tutte e quattro le prove.

## La pre-stagione

### Calendario
Nel calendario esce nuovamente il Gran Premio d'Australia, anche se i quattro circuiti restano gli stessi.
| Gara | Nome                 | Circuito                       | Giri | Lunghezza        | Data        |
| ---- | -------------------- | ------------------------------ | ---- | ---------------- | ----------- |
| 1    | Sandown Park Cup     | Circuito di Sandown            | 40   |                  | 5 febbraio  |
| 2    | Adelaide 100         | Adelaide International Raceway | 50   |                  | 12 febbraio |
| 3    | Surfers Paradise 100 | Circuito di Surfers Paradise   | 50   | 50x3,21=160,5 km | 19 febbraio |
| 4    | Oran Park 100        | Oran Park Raceway              | 46   |                  | 26 febbraio |

- Tutte le gare sono disputate in Australia.

## Piloti e team
| Team                      | Telaio                       | Nr.  | Pilota              | Gare   |
| ------------------------- | ---------------------------- | ---- | ------------------- | ------ |
| Racing Team VDS           | Lola T333/332C-Chevrolet     | 1    | Warwick Brown       | Tutte  |
| John Goss Racing          | Matich A51/A53 -Repco Holden | 2/29 | John Goss           | Tutte  |
| Shellsport                | Brabham BT43-Chevrolet       | 3    | Kevin Bartlett      | 1-2, 4 |
| Shellsport                | Lola T330-Chevrolet          | 10   | Chris Milton        | Tutte  |
| Shellsport                | Lola T332-Chevrolet          | 21   | Peter Edwards       | 3      |
| Shellsport                | Adams GA-Chevrolet           | 35   | Graeme Adams        | 1-2    |
| Roadstar NSW              | Brabham BT43-Chevrolet       | 3    | Kevin Bartlett      | 3      |
| Tropicana Racing Team     | Lola T332-Chevrolet          | 4    | John David Briggs   | Tutte  |
| Tropicana Racing Team     | Lola T332-Chevrolet          | 5    | Don Breidenbach     | Tutte  |
| Keith Holland Racing      | Chevron B28-Chevrolet        | 6    | Keith Holland       | Tutte  |
| Keith Holland Racing      | McRae GM1-Chevrolet          | 20   | Chris Featherstone  | 4      |
| Grace Bros Race Team      | Lola T400-Chevrolet          | 7    | John Leffler        | 1      |
| Anglo-American Racers     | March 73A/751-Chevrolet      | 8    | John Cannon         | Tutte  |
| Anglo-American Racers     | Lola T332-Chevrolet          | 9    | Skeeter McKitterick | 1      |
| Ansett Team Elfin         | Elfin MR8B-Repco Holden      | 11   | Vern Schuppan       | Tutte  |
| Ansett Team Elfin         | Elfin MR8C-Chevrolet         | 12   | Garrie Cooper       | Tutte  |
| Terry Hook Racing         | Lola T332-Chevrolet          | 15   | Terry Hook          | 2-4    |
| Allan Newton              | McLaren M18/M22-Chevrolet    | 16   | Allan Newton        | 1-3    |
| Ian Adams                 | Lola T330-Chevrolet          | 18   | Ian Adams           | 1, 3   |
| Porsche Car Distributions | Lola T430-Chevrolet          | 19   | Alan Hamilton       | 1-3    |
| Porsche Car Distributions | Lola T430-Chevrolet          | 19   | Derek Bell          | 4      |
| Chris Featherstone        | McRae GM1-Chevrolet          | 20   | Chris Featherstone  | 1-3    |
| Peter Edwards             | Lola T332-Chevrolet          | 21   | Peter Edwards       | 1-2, 4 |
| Graham McRae              | McRae GM3-Chevrolet          | 22   | Graham McRae        | Tutte  |
| Jon Davison               | Lola T332-Chevrolet          | 24   | Jon Davison         | Tutte  |
| Magnum Wheels             | Lola T332-Chevrolet          | 25   | Johnny Walker       | Tutte  |
| John Roberts Motors       | Matich A50/A51 -Repco Holden | 26   | John Briggs         | Tutte  |
| C&C Racing                | Lola T400-Chevrolet          | 27   | Keith Poole         | 1-2    |
| Stephen Fraser            | Cicada-Chevrolet             | 30   | Stephen Fraser      | 1-3    |
| Graeme Adams Shell Racing | Adams GA-Chevrolet           | 35   | Graeme Adams        | 3      |
| Chas Talbot               | Begg FM5-Chevrolet           | 40   | Chas Talbot         | Tutte  |
| Brownyn Taylor            | Matich A50 -Repco Holden     | 44   | Brownyn Taylor      | 1-3    |
| Ken Shirvington           | Lola T400-Chevrolet          | 45   | Ken Shirvington     | Tutte  |
| Bob Holden Shellsport     | Lola T400-Chevrolet          | 51   | Lyndon Arnel        | 3      |
| Peter Middleton           | Elfin MR8C-Chevrolet         | 55   | Peter Middleton     | 1-2, 4 |
| Bill Patterson Motors     | Chevron B37-Chevrolet        | 62   | Bruce Allison       | Tutte  |
| Budget F1 Team            | McLaren M23-Leyland          | 81   | John McCormack      | Tutte  |
| Auto Sprint Motors        | Lola T332-Chevrolet          | 84   | Alfredo Costanzo    | Tutte  |

## Risultati e classifiche

### Gare
| Gara | Circuito         | Tempo    | Velocità | Pole Position  | GPV          | Vincitore     | Vettura        |
| ---- | ---------------- | -------- | -------- | -------------- | ------------ | ------------- | -------------- |
| 1    | Sandown          | 43'06"0  |          | Vern Schuppan  | Graham McRae | Warwick Brown | Lola-Chevrolet |
| 2    | Adelaide         | 42'45"5  |          | Warwick Brown  |              | Warwick Brown | Lola-Chevrolet |
| 3    | Surfers Paradise | 56'09"65 |          | John McCormack |              | Warwick Brown | Lola-Chevrolet |
| 4    | Oran Park        | 52'19"8  |          | Warwick Brown  |              | Warwick Brown | Lola-Chevrolet |

### Classifica piloti
Al vincitore vanno 9 punti, 6 al secondo, 4 al terzo, 3 al quarto, 2 al quinto e 1 al sesto. Non vi sono scarti.
| Punti | 9 | 6 | 4 | 3 | 2 | 1 |

| Pos | Pilota              | SAN | ADE | SUR | ORA | Pts   |
| --- | ------------------- | --- | --- | --- | --- | ----- |
| 1   | Warwick Brown       | 1   | 1   | 1   | 1   | 36    |
| 2   | Vern Schuppan       | Rit | 2   | 2   | 4   | 15    |
| 3   | Bruce Allison       | NP  | 4   | Rit | 2   | 9     |
| 4   | Johnnie Walker      | Rit | 3   | 4   | 6   | 8     |
| 5   | Garrie Cooper       | 2   | 7   | 8   | 13  | 6     |
| 6   | Graham McRae        | Rit | 5   | 7   | 3   | 6     |
| 7   | Don Breidenbach     | Rit | 11  | 3   | 9   | 4     |
| =   | John Cannon         | 3   | NP  | Rit | Rit | 4     |
| 9   | John Goss           | 6   | 6   | Rit | 5   | 4     |
| 10  | Keith Holland       | 4   | Rit | 11  | 11  | 3     |
| 11  | Alan Hamilton       | 5   | 10  | 6   |     | 3     |
| 12  | John David Briggs   | 7   | 9   | 5   | 10  | 2     |
| 13  | Alfredo Costanzo    | Rit | Rit | 9   | 7   | 0     |
| 14  | Kevin Bartlett      | Rit | 8   | 15  | Rit | 0     |
| 15  | Chris Featherstone  | 8   | 17  | 16  | Rit | 0     |
| 16  | Derek Bell          |     |     |     | 8   | 0     |
| 17  | Peter Middleton     | 9   | 15  | Rit |     | 0     |
| 18  | Peter Edwards       | 10  | 16  | 17  | 14  | 0     |
| 19  | John McCormack      | NP  | NP  | 10  | Rit | 0     |
| 20  | Chris Milton        | 11  | 14  | 12  | 12  | 0     |
| 21  | Jon Davison         | NP  | 12  | Rit | 15  | 0     |
| 22  | John Briggs         | NP  | 13  | Rit | NP  | 0     |
| 23  | Therry Hook         |     | NA  | 13  | Rit | -     |
| 24  | Lyndon Arnel        |     |     | 14  |     | 0     |
|     | Chas Talbot         | Rit | NA  | NA  | NA  | -     |
|     | Alan Newton         | Rit | NA  | Rit |     | -     |
|     | Stephen Fraser      | NA  | Rit | NA  |     | -     |
|     | Graeme Adams        | NA  | NA  | Rit | Rit | -     |
|     | Ken Shirvington     | NA  | NA  | NA  | Rit | -     |
|     | John Leffler        | NA  |     |     |     | -     |
|     | Skeeter McKitterick | NA  |     |     |     | -     |
|     | Ian Adams           | NA  |     | NA  |     | -     |
|     | Keith Poole         | NA  | NA  |     |     | -     |
| Pos | Pilota              | AUS | SUR | SAN | ADE | Punti |

| Colore  | Risultati                                                         |
| ------- | ----------------------------------------------------------------- |
| Oro     | Vincitore                                                         |
| Argento | 2º posto                                                          |
| Bronzo  | 3º posto                                                          |
| Verde   | Finita, a punti                                                   |
| Blu     | Finita, senza punti Finita, non classificato (NC)                 |
| Viola   | Non finita (Rit)                                                  |
| Rosso   | Non qualificato (NQ) Non pre-qualificato (NPQ)                    |
| Nero    | Squalificato (SQ)                                                 |
| Bianco  | Non partito (NP)                                                  |
| Celeste | Disputa solo le prove (SP)                                        |
| Celeste | Iscritto alle prove libere - Terzo pilota (TP) - dal 2003 al 2006 |
| Vuoto   | Non prende parte alle prove (NPR)                                 |
| Vuoto   | Iscritto ma non presente, non arrivato (NA)                       |
| Vuoto   | Ritirato prima dell'evento (WD)                                   |
| Vuoto   | Infortunato (INF)                                                 |
| Vuoto   | Escluso (ES)                                                      |
| Vuoto   | Gara cancellata (C)                                               |